# Racines (mini-série, 1977)
Pour les articles homonymes, voir Racine et Roots.
Racines (Roots) est une mini-série américaine en quatre épisodes de 96 à 99 minutes et quatre épisodes de 50 minutes, réalisée par Marvin J. Chomsky, John Erman, Gilbert Moses et David Greene, créé d'après le roman homonyme d'Alex Haley et diffusée entre le 23 et le 30 janvier 1977 sur le réseau ABC.
En France, elle a été diffusée à partir du 10 janvier 1978 sur Antenne 2, au Québec à partir du 25 octobre 1978 à la Télévision de Radio-Canada, et en Suisse sur TSR1.

## Résumé
Au cours des années soixante, Alex Haley, un Afro-Américain, a appris de ses parents la tradition familiale qui rapporte que le premier esclave de la famille s’appelait Kunta Kinté. Retraité, Alex Haley entreprend de longues recherches et parvient à retrouver dans les archives le nom et la provenance du bateau sur lequel son ancêtre avait été embarqué. S’envolant pour la Gambie, il trouve un homme, mémoire vivante de l'ethnie Mandingue, qui parvient à remonter jusqu’aux noms des parents de l’ancêtre d’Alex Haley et qui parvient à trouver le nom de son ancêtre qui fut déporté : Kunta Kinté. Kunta, mandingue de Gambie, est capturé et embarqué vers l’Amérique
Dès son arrivée à Annapolis, est vendu en tant qu'esclave. Kunta, rebaptisé Toby par son propriétaire résiste comme il peut et découvre stupéfait que les autres esclaves, nés en Amérique, ont oublié leurs racines africaines. Dissimulant un bout de fer, il parvient à se libérer de ses chaînes mais est vite repris. Refusant de répondre au nom de Toby, il est fouetté et finalement se soumet.
Quelques années plus tard, il s’enfuit pour la quatrième fois. Il est rattrapé par des chasseurs d’esclaves lancés à sa poursuite. Pour l’empêcher de s’enfuir à nouveau, ils l’amputent d’un pied. Kunta perd connaissance et est soigné par le frère de son ancien propriétaire, chez qui il reste finalement, en guise de paiement d’une dette.
Bell, la cuisinière, prend soin de Toby et l’informe que leur nouveau maître est moins cruel que d’autres. Toby rétabli devient cocher, et épouse Bell après plus de dix années. Ils sautent par-dessus le balai (équivalent du mariage pour les esclaves). Bell donne le jour à Kizzy, dont le nom signifie en mandingue « tu ne partiras jamais », Bell ayant déjà perdu ses deux premières filles, vendues avant leurs dix ans. La famille mène pendant quelques années une vie relativement tranquille. Kunta s’efforce d’enseigner à sa fille le souvenir de leurs origines africaines.
Kizzy grandit et vers seize ans, s’éprend de Noah, un esclave avec lequel elle veut se marier. Mais le jeune homme rêve de s’enfuir. La nièce du maître a pris Kizzy en amitié dès son enfance et, par jeu, lui avait appris à lire et écrire. Noah, qui s’était échappé, est repris et, sous le fouet, avoue que c’est Kizzy qui lui a écrit un laissez-passer. Le maître, d’habitude plutôt indulgent, refuse de passer l’éponge sur cette rébellion et, à contrecœur, informe Kunta et Belle qu’il a vendu Kizzy dans une plantation éloignée. Le couple assiste impuissant et horrifié au départ de leur fille. La nièce du propriétaire ne lèvera pas le petit doigt pour protéger Kizzy.
Dès son arrivée, Kizzy est violée par son nouveau maître et donne le jour à un fils, George. Le maître a pour source de revenus un élevage de coqs de combat et George se révèle doué dans ce domaine. En dépit des avertissements de sa mère – très fière de ses origines africaines –, concernant les promesses non tenues par les blancs, George, ignorant jusqu'à la fin de son adolescence que le maître est son père, se persuade que celui-ci le traite en égal. George, marié et père de deux fils, acquiert une réputation de bon dresseur de coqs et bénéficie d’une part des gains. 
Lors d’un combat, le maître et Georges lui-même perdent beaucoup. Le maître ne peut honorer sa dette. Son adversaire, anglais, propose alors d’emmener George quelques années en Angleterre, afin de dresser des coqs. Le maître promet de libérer George à son retour et de ne pas séparer sa famille.
Cinq ans plus tard (au lieu des deux initialement prévus), George revient en homme libre et retrouve sa famille vendue à un planteur des environs. Il apprend la mort de sa mère Kizzy et aussi qu’un affranchi qui reste plus de deux mois dans ce comté redevient automatiquement esclave. George repart, la mort dans l’âme, non sans avoir inculqué aux siens de se rappeler leurs origines.
Son fils aîné, Tom, marié et père de famille, est devenu un forgeron respecté, même par la plupart des blancs. La guerre de Sécession éclate et Tom est réquisitionné pour ferrer les chevaux des soldats. Soupçonné d'un vol qu'il n'a pas commis (c'est un blanc le coupable, personne ne le croit), il est fouetté, ce qui scandalise son maître. 
L’abolition de l’esclavage est proclamée et leur ancien maître leur propose de rester et de partager les fruits de la récolte. Beaucoup d’anciens esclaves veulent partir mais Matilda, l’épouse de George, refuse, afin que son mari puisse les retrouver. Tom et les siens reprennent courage quand George revient. De Tom et de son épouse naîtra la grand-mère de l’auteur.
Grâce à la ténacité de chaque génération, l’histoire de la famille depuis Kunta Kinté s’est transmise oralement.

## Distribution
- LeVar Burton : Kunta Kinte adolescent
- John Amos (VF : Jean-Claude Michel) : Kunta Kinte adulte
- Louis Gossett Jr. (VF : Georges Aminel) : Violon
- Madge Sinclair (VF : Paule Emanuele) : Mammy Belle
- Leslie Uggams (VF : Évelyn Séléna) : Kizzy
- Ben Vereen (VF : Med Hondo) : Chicken George
- Lorne Greene (VF : Jean Martinelli) : Juge Reynolds
- Robert Reed (VF : Serge Lhorca) : Dr Reynolds
- Lynda Day George (VF : Ginette Pigeon) : Mrs Reynolds
- Lloyd Bridges (VF : Jacques Thébault) : Evan Brent
- Doug McClure (VF : Claude Giraud) : Jimmy Brent
- Scatman Crothers (VF : René Bériard) : Mingo
- Georg Stanford Brown (VF : Pierre Arditi) : Tom
- Olivia Cole (VF : Arlette Thomas) : Mathilda
- Sandy Duncan (VF : Jeanine Forney) : Missy Anne Reynolds
- Brad Davis (VF : Jean-Pierre Leroux) : George Johnson, « vieux George »
- O. J. Simpson (VF : Med Hondo) : le père de Finta
- Lawrence Hilton-Jacobs : Noah le petit ami de Kizzy
- Lillian Randolph : Sœur Sara
- Hari Rhodes (VF : Michel Derain) : Brima Cesay
- Yvonne De Carlo : l'épouse du propriétaire d'esclaves
- Macon McCalman : Poston
- Maya Angelou : Ngo Buto, la grand mère de Kunta Kinte

 Source et légende : version française (VF) sur RS Doublage

## Épisodes
Aux États-Unis, la mini-série a été diffusée durant huit soirées consécutives, dont quatre épisodes de 90 minutes et quatre épisodes de 45 minutes. Elle a été ensuite ré-éditée en six épisodes de 90 minutes pour sa sortie en vidéo. Les épisodes de Racines ne portent pas de titre, ni en version française, ni dans la version originale.
| Numéro de l'épisode | Approximation de la période correspondante | Descendants de Kunta Kinte présents | Descendants de Kunta Kinte présents | Descendants de Kunta Kinte présents | Descendants de Kunta Kinte présents |
| Numéro de l'épisode | Approximation de la période correspondante | Kunta Kinte                         | Kizzy                               | Chicken George                      | Tom Harvey                          |
| ------------------- | ------------------------------------------ | ----------------------------------- | ----------------------------------- | ----------------------------------- | ----------------------------------- |
| Épisode 1           | 1750 – 1767                                | Oui                                 |                                     |                                     |                                     |
| Épisode 2           | 1767                                       | Oui                                 |                                     |                                     |                                     |
| Épisode 3           | 1776                                       | Oui                                 |                                     |                                     |                                     |
| Épisode 4           | 1780 – 1790                                | Oui                                 |                                     |                                     |                                     |
| Épisode 5           | 1806                                       | Oui                                 | Oui                                 |                                     |                                     |
| Épisode 6           | 1824                                       |                                     | Oui                                 | Oui                                 |                                     |
| Épisode 6           | 1841 – 1847                                |                                     | Oui                                 | Oui                                 |                                     |
| Épisode 7           | 1861 – 1865                                |                                     |                                     | Oui                                 | Oui                                 |
| Épisode 8           | 1865 – 1870                                |                                     |                                     | Oui                                 | Oui                                 |

## Suite
À la surprise générale, le feuilleton a rencontré un succès considérable et a fait l'objet d'une suite de sept épisodes sortie en 1979 qui se conclut lorsque l'auteur retrouve la trace de son ancêtre : Racines 2 : Les Nouvelles Générations.
Résumé : La suite des aventures de la famille d'Alex Haley, de la fin de la guerre de Sécession aux années 1960. De l'étape décisive de la Reconstruction aux deux guerres mondiales, en passant par la Grande Dépression, les membres de l'immense famille traversent à nouveau les grandes périodes d'une Histoire douloureuse.

## Récompenses
- Emmy Award 1977 : Meilleure télésuite dramatique
- Emmy Award 1977 : Meilleur scénario pour l'épisode 2
- Emmy Award 1977 : Meilleur acteur dans une série dramatique pour Louis Gossett Jr.
- Emmy Award 1977 : Meilleure actrice dans un second rôle dans une série dramatique pour Olivia Cole
- Emmy Award 1977 : Meilleur acteur dans un second rôle dans une série dramatique pour Edward Asner
- Emmy Award 1977 : Meilleur montage pour l'épisode 1
- Emmy Award 1977 : Meilleure réalisation pour l'épisode 1
- Emmy Award 1977 : Meilleure musique pour l'épisode 1
- Golden Globe Award 1978 : Meilleure télésuite dramatique